# 六尺巷

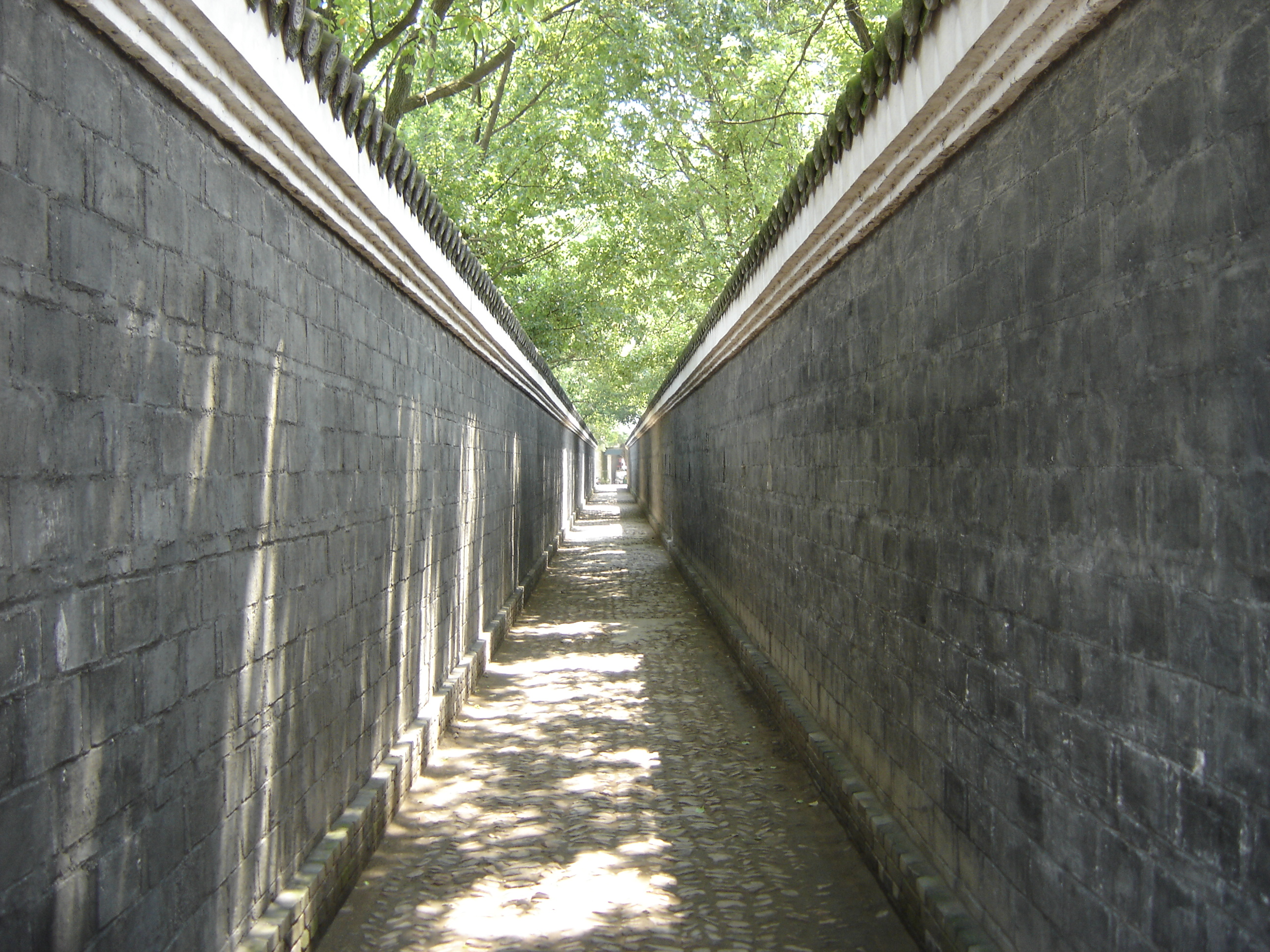
六尺巷

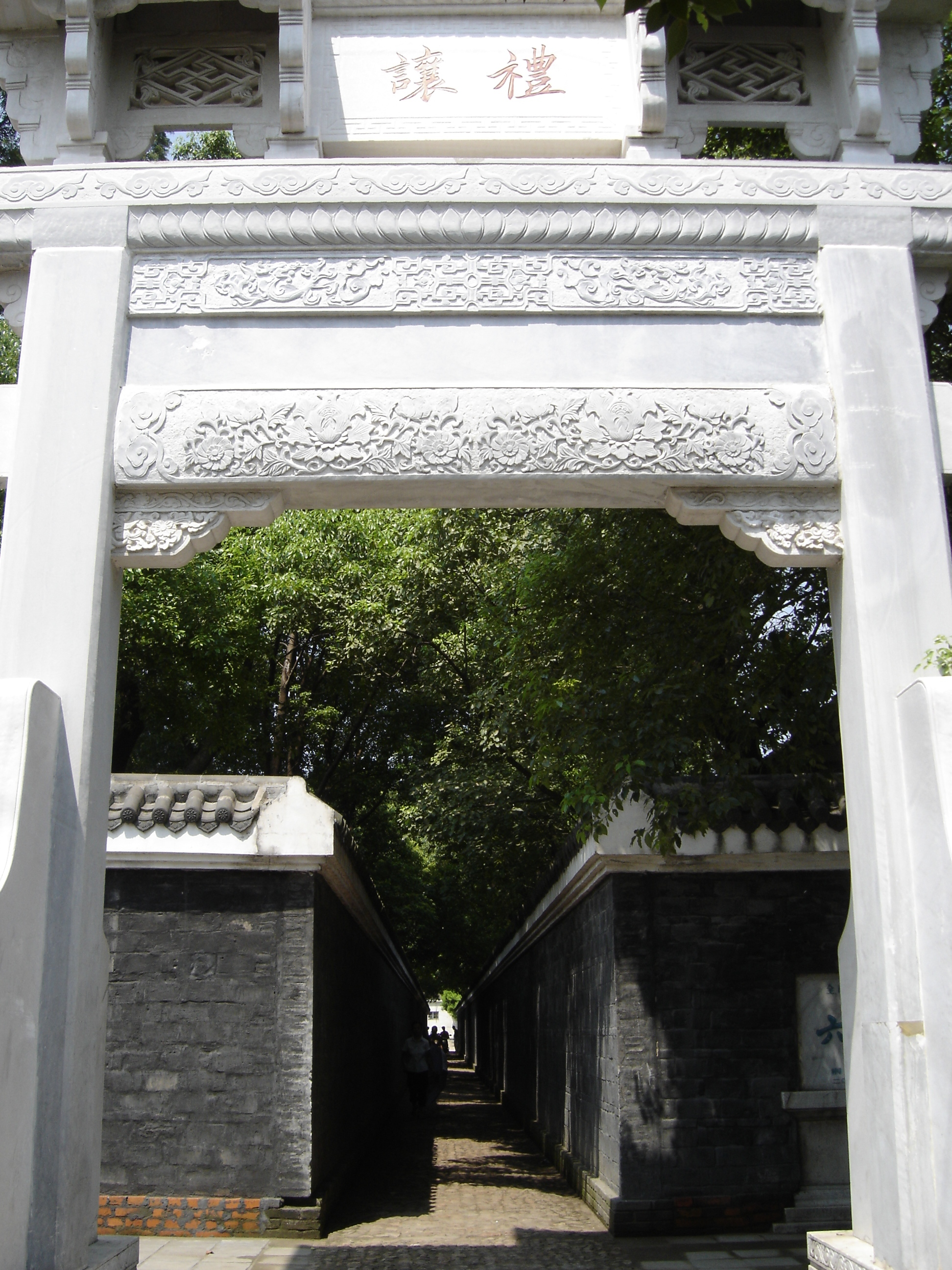
六尺巷 其牌坊上题有"礼让"二字

六尺巷是中國安徽省桐城市的一处历史名胜。

## 歷史
清朝康熙大学士张英（其後清朝名臣張廷玉的父親）的家人因重修府邸時，因院墙与邻居吳氏发生争执，所以写信给当时在京作官的张英，要求他让当地官府帮其家人撑腰。张英收到信之后，随即回诗一首：
千里送书只为墙，
让他三尺又何妨。
长城万里今猶在，
不见当年秦始皇。
张英家人收到信之后当即决定把院墙向后退让三尺，其邻居知道后也向后退让三尺。两家之间便空出六尺，六尺巷因而得名。後來康熙帝知道了這件事，敇立牌坊以彰謙讓之德。現存在當地的牌坊，其實是1999年於故园重修时依旧制重建。